# パールカード
パールカードとは、近畿日本鉄道（近鉄）が2008年9月15日まで発行していたプリペイド式の乗車カード（プリペイドカード）である。
パールカードとの名称は登録商標となっている（登録番号第3095857号。1995年11月30日登録）。

## 概要
国鉄→JRの「オレンジカード」と同等の機能を有する金券の磁気式カードとして、1986年10月1日に発売が開始された。自動券売機や特急券発売窓口で乗車券や特急券が購入できる。2009年3月1日までは自動精算機での乗り越し精算の際にも使用できた。
近鉄線において「スルッとKANSAIカード」（2018年廃止）及び「Jスルーカード」（2009年廃止）は青山町駅以西の近畿地区のみで利用可能だが、パールカードは近鉄全線で利用可能である。但し、前述の2種類のカードは自動改札機に通して利用できた（スルッとKANSAIカードは2018年1月31日、Jスルーカードは2009年3月1日利用終了・現在は自動券売機での引き換えのみ可能。）が、パールカードはそれを通す事ができない。
特急を利用する場合、特急専用カード（パールカードビスタ・マンスリービスタ14など：いずれも2013年2月20日に発売終了。）と併用して特急券を購入する事はできない。
他のカード（スルッとKANSAIカード・回数券カード・特急カード）や定期券、各種割引乗車券への交換及び払い戻しはできない。
販売終了時の発売額は1000円・2000円・3000円・4000円・5000円の5種類であった。なお、1986年の発売開始当時は700円カードも存在していたが、後に廃止された。他に800円・1500円のカードも存在していた。
オーダーメイドの「マイパールカード」（制作手数料：1枚300円）も取り扱っていたが、2008年8月15日をもって中止された。
初詣・新春記念カード（1000円券）も発売され、1990年代には下記の人物が図柄に起用された。
- 1990年：喜多嶋舞
- 1991年：野茂英雄
- 1992年：相原勇
- 1994年：水野美紀
- 1995年：大阪パフォーマンスドール
- 1996年：前田愛・明石亮太朗
- 1997年：中山忍
- 1998年：秋本祐希
- 1999年：大塚晶文・後藤理沙

## 今後
2007年4月1日に伊賀線・内部線・八王子線・養老線及び鋼索線を除く全線でICカード「PiTaPa」が導入された（伊賀線・養老線は導入されないまま同年10月にそれぞれ伊賀鉄道・養老鉄道に移管）。これにより名古屋地区でも自動改札機を利用できるカードが登場したため、このカードの今後の動向が注目されていたが、2008年9月15日をもって販売を終了する事が決定した。そして、2009年3月1日には自動精算機での使用も終了した。
2010年春頃を終了予定時期として発表していたが、その後も自動券売機などで利用できた。未使用分や残高が残っている分の払い戻しは行われていなかったが、2020年5月31日をもって使用を終了し、2020年6月1日から9月30日まで駅係員配置駅において未使用分の払い戻しを行うことになった。